# Kreuzweingarten
Kreuzweingarten ist ein Stadtteil von Euskirchen und liegt im Erfttal im Süden der Stadt an der L 194.
In den 1960er Jahren entstanden neue Wohngebiete, so auf dem Münsterberg, im unteren Teil des Hardtberges und in der Paffenhardt entlang der Straße zum Sportplatz. Später kamen Häuser an der Antweiler Straße, entlang des Mersbaches und im Erfttal hinzu. Der Ort lässt sich als idyllisch zwischen Euskirchen und Bad Münstereifel am Fuße der Eifel gelegen bezeichnen.

## Geschichte

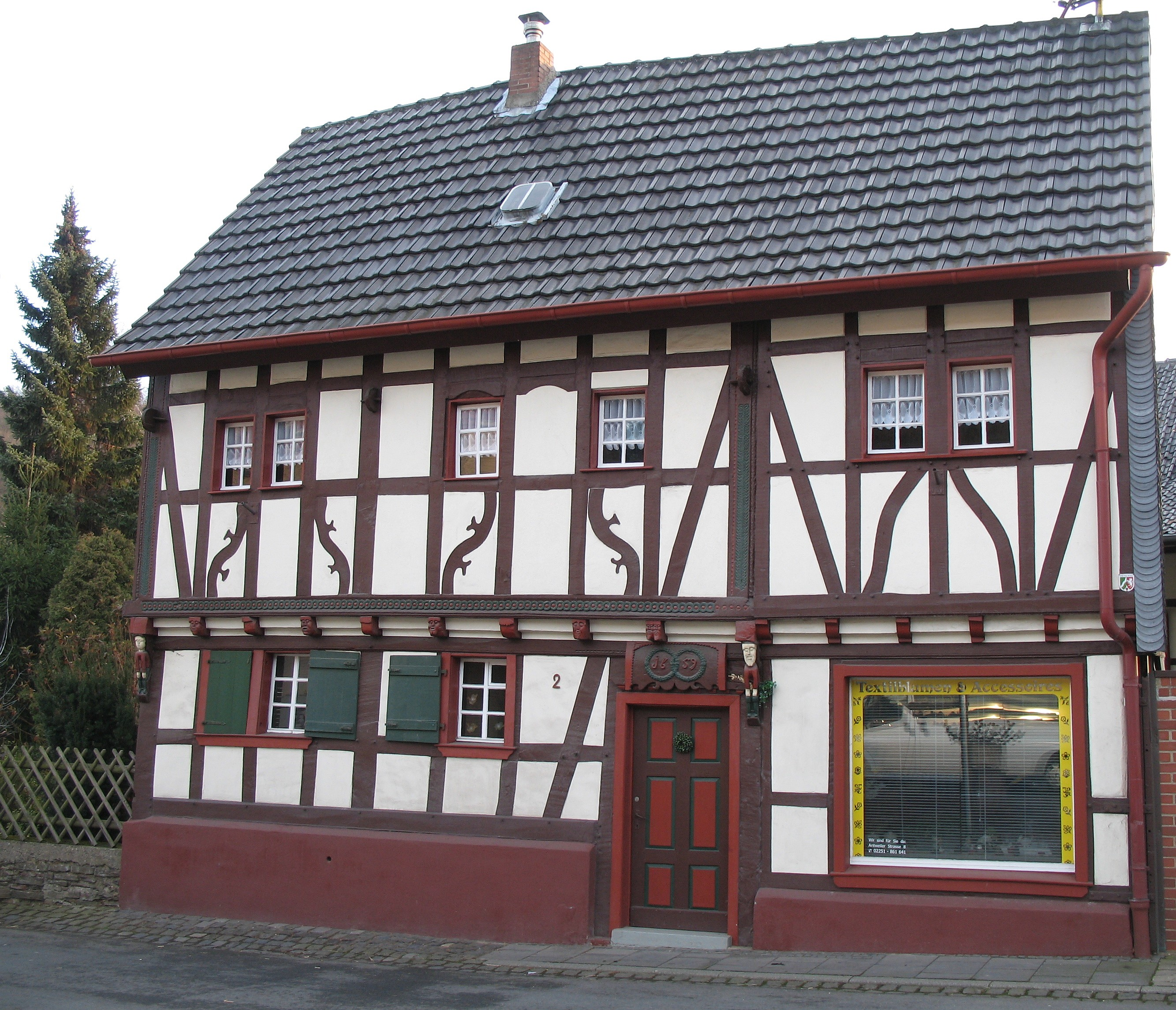
1659 erbautes Gebertz-Haus

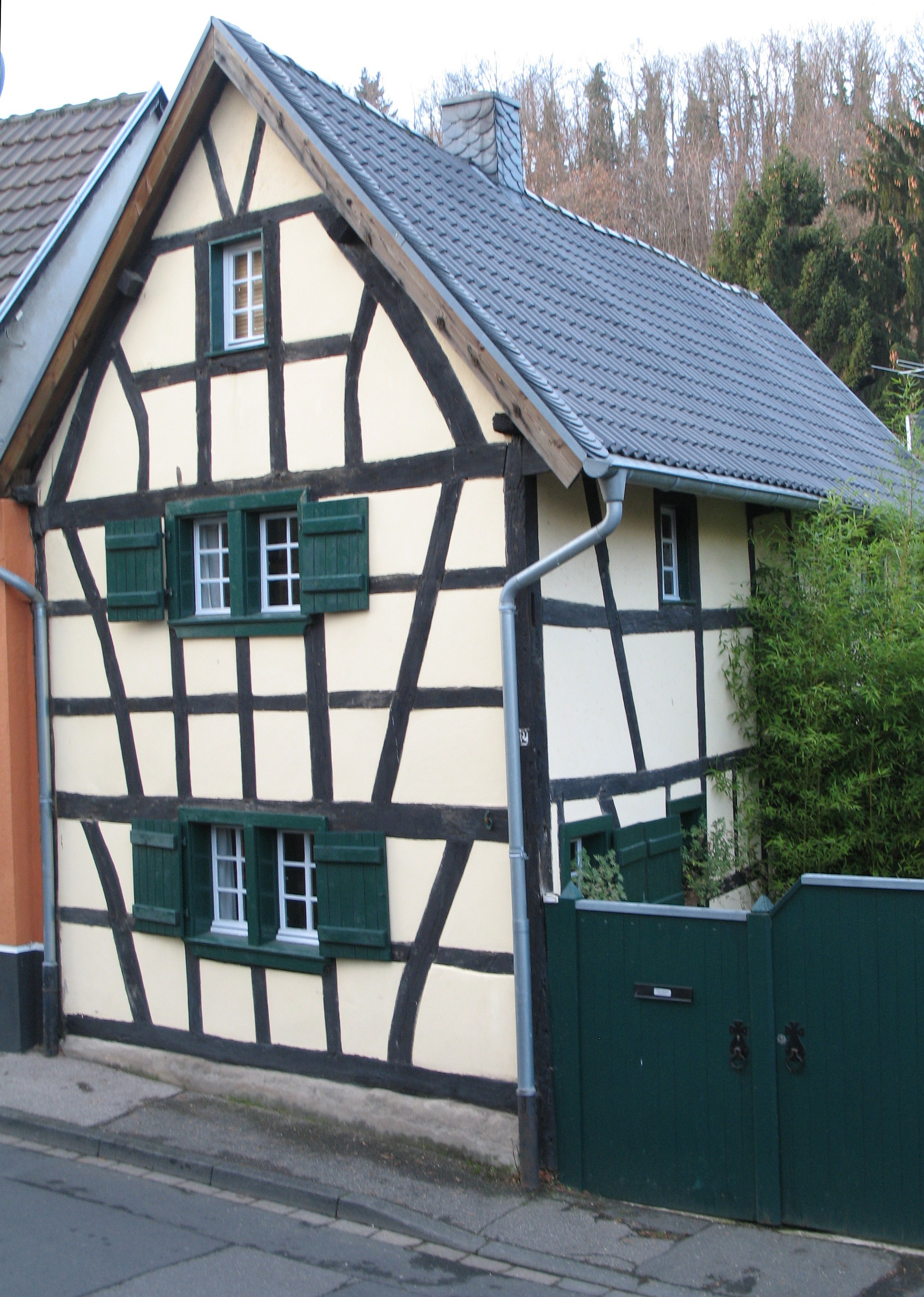
Emondshaus von 1723

Zahlreiche Funde aus der Zeit der Kelten und Römer, wie Einzelfunde und die Fundamente eines römischen Tempels, weisen auf eine frühe Besiedelung von Kreuzweingarten hin. Oberhalb des Ortes verlief die Römische Wasserleitung nach Köln, der sogenannte Römerkanal, im Volksmund auch Düvelsoode oder Teufelsader genannt. Bei Rheder überquerte der Kanal die Erft. In den Resten des Fundamentes einer ehemaligen Römervilla fand man zwei bedeutsame Mosaiken.
893 wurde Kreuzweingarten als Vingarden im Prümer Urbar erstmals erwähnt. Die Geschichte Kreuzweingartens war seitdem etwa 350 Jahre lang dem Klösterlichen Lehnswesen von Münstereifel bzw. Prüm unterworfen, später dem Erzstift Köln bis zur Säkularisation durch die Franzosen.
Der alte Ortskern aus Fachwerk- und Bruchsteinhäusern beruht auf 10 im Jahre 893 und 26 im Jahre 1829 erwähnten Anwesen, zu denen auch die damalige Mühle Schorn zählte. Hinzu kamen etwa zu Beginn des 19. Jahrhunderts einige Einzelhäuser an der damaligen Münstereifeler Straße, die Villa des Fabrikanten Bernhard Becker und das sogenannte Jagdhaus oberhalb der Bahnstrecke. Gut erhalten und teilweise dokumentiert sind Gebertzhaus 1659, Schlösserhaus 1710 und Emondshaus 1723. Als ebenso alt galt das mittlerweile umgebaute Anwesen Emonds-Klein 1749, wo sich ein erhaltener Gebäudebalken aus dem Jahre 1638 fand.
Eine zentrale Rolle spielte der Kapitels- oder Fronhof. Es wird davon ausgegangen, dass die Wirtschaftsbetriebe des Prümer Lehnshofes vom sogenannten Dederichshaus verwaltet wurden. Eng verwandt sind Geschichte von Pfarrhaus, Schlösserhaus, Fronhof und „Altes Brauhaus“. Letzterem kam etwa ab Mitte des 18. Jahrhunderts eine zentrale wirtschaftliche und soziale Bedeutung zu. Ab den 1950er und 1960er Jahren änderte sich das Erscheinungsbild des Dorfes. Der Modernisierung fielen einige Fachwerkhäuser, Scheunen und Stallgebäude zum Opfer. Die durchgreifendsten Maßnahmen waren die Begradigung der B 51, der Abriss des Trimbornhauses und des Wolfgartenanwesens mit Dederichswerkstatt. Schließlich schlossen sich auch die Baulücken, und neue Wohngebiete fügten sich an den alten Ortskern an.

### Umbenennung des Ortes
Am 31. März 1804 tauchte erstmals der Name Creutzweingarten in einer kirchlichen Bestätigungsurkunde für den damaligen Pfarrer Johann Joseph Müller auf, und im Jahre 1804 wird eine Sukkursale Kreutzweingarten, Patron H. Kreutz erwähnt. Am 7. Mai 1925 beantragte Pfarrer Nikola Reinartz zur Unterscheidung der 13 Weingarten in Europa die Umbenennung in Kreuz-Weingarten. Nach einer ersten Ablehnung seitens des preußischen Ministers des Inneren vom 9. Dezember 1925 wandte sich Pfarrer Reinartz an den Reichstagsabgeordneten Thomas Esser, der sich erneut und ebenfalls erfolglos an den Minister des Inneren wandte. Am 9. September 1926 stellte Pfarrer Reinartz wieder einen Antrag. Nach der Zustimmung von Reichsbahn, Reichspost und Landrat kam vom Regierungspräsidenten am 9. Dezember 1926 die Genehmigung zur Abänderung des Ortsnamens (Quelle: H. Regh, Aus Weingarten wurde Kreuzweingarten). Am 29. Mai 1927 wurde der Name Kreuzweingarten offiziell und festlich übernommen (Quelle: N. Reinartz, Das Weingarten des Hl. Kreuzes, Festschrift zur Namens- und Weihefeier).

### Eingemeindung
Kreuzweingarten gehörte seit dem 19. Jahrhundert zur Gemeinde Weingarten-Rheder im Kreis Euskirchen, die 1934 in Kreuzweingarten-Rheder umbenannt wurde.
Am 1. Juli 1969 wurde die Gemeinde Kreuzweingarten-Rheder nach Euskirchen eingemeindet.
Am 31. Dezember 2017 hatte Kreuzweingarten 850 Einwohner.

## Heilig-Kreuz-Kirche

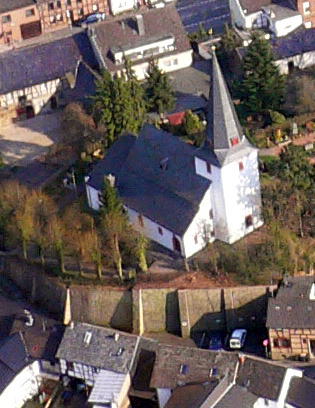
Heilig-Kreuz-Kirche

Wegen der Unterstellung unter das Prümer Kloster hatte die Heilig-Kreuz-Kirche in der Geschichte Kreuzweingartens einen hohen Stellenwert. Die Pfarre war mit Rheder, bisweilen mit Kalkar und Billig verbunden. Die Verehrung eines Kreuzpartikel in der Heilig-Kreuz-Kirche wies den damaligen Ort Weingarten zum kleinen Wallfahrtsort aus und führte nach einer Volksabstimmung im Jahre 1925 und Genehmigung seitens des Preußischen Staatsministeriums zur Umbenennung des Namens in Kreuz-Weingarten am Fest Christi Himmelfahrt, dem 29. Mai 1927.
Heute bildet der Ort Kreuzweingarten mit dem Nachbarorten Rheder und Billig eine Kirchengemeinde und gehört zum Seelsorgebereich Euskirchen Bleibach / Hardt.

## Kultur

### Namen und Werke

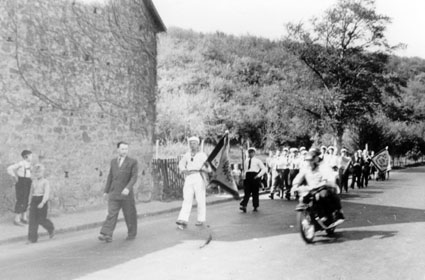
Kirmesumzug um 1950

Aus der Gemeinde ging der Geistliche Everhard Boßhammer 1594–1672 hervor, der als Landvikar im Dreißigjährigen Krieg bekannt wurde. Boßhammer errichtete in der Pfarrkirche einen Marienaltar und erweiterte die Kirche um den später nach ihm benannten Dechantsgang.
Ein weiterer bedeutender Geistlicher Kreuzweingartens war Pfarrer und Heimatforscher Nikolaus Reinartz, der mit zahlreichen Artikeln wesentlichen Anteil an der Heimatliteratur Kreuzweingartens und der Eifel hat. Seine Werke sprechen für sich. „Die alten Glasgemälde im Kreuzgang der Prämonstratenser-Abtei Steinfeld in der Eifel und Ihre Stifter“ wurde Grundstein für die Literatur rund um die verschwundenen Steinfelder Kreuzgangfenster, die durch die französischen napoleonischen Besatzungstruppen im Zuge der Enteignung der kirchlichen Güter in alle Welt verkauft wurden.
Etwa ab den 1960er Jahren übernahm die Schützenbruderschaft die Patenschaft über das kulturelle Brauchtum Kreuzweingartens. Unter dem Motto „Glaube, Sitte, Heimat“ war der Verein heimatlich und denkmalpflegerisch tätig und führte zahlreiche Projekte durch, wie die Anlage des Hubertusweges, Restaurierungsarbeiten an Aufschlüssen des Römerkanals, Hochkreuz und Heidentempel. In Zusammenarbeit des Schützenpräsidenten Jakob Maria Bohnen mit dem Schriftsteller, Heimatforscher und Archivar des Schützenvereins Hans Regh und dem Unternehmer und Heimatschriftsteller Karl Naske entstand das Werk „Kreuzweingarten-Rheder-Kalkar“.
Unterstützung erhielten die dörflichen Initiativen durch den Pfarrer Peter Irrgang als Kirchenkundler, Herausgeber von Schriften und Autor von Veröffentlichungen: 750 Jahre Rheder, 400. Geburtstag von Everhard Boßhammer, Festschrift zur Klagemauer, Festschrift zur Glockenweihe, Pfarrkirche Heilig Kreuz zu Kreuzweingarten – Kirchenführer und Meditation.
Eine wesentliche Ergänzung der Dorf- und Heimatdokumentation bilden die Beiträge von Hans Regh in verschiedenen Schriften. Besonders erwähnt seien Artikel zur Verkehrs-, Wirtschafts- und Heimatgeschichte, wie „Weingartener Gebäude 1829“, „Der Kapitelshof“, „Kapitelsmühle“ und „Postgeschichte“; später Beiträge rund um die Kirche Kreuzweingartens und die Geschichte des Nachbarortes Rheder.
Anlässlich der 1100-Jahr-Feier des Ortes im Jahre 1993 durchlebte Kreuzweingarten eine Renaissance des Kultur-, Dorf- und Vereinslebens. Ein historischer Arbeitskreis mit Jakob Maria Bohnen, Hermann Josef Kesternich, Friedericke Kuhl, Josef Lützeler, Hans Regh und Gabriele Rünger erarbeitete die zweite größere Heimatveröffentlichung „1100 Jahre Wingarden“. Zur 200-jährigen Geschichte der Pfarre folgten Kirchenchronik und Kirchenführer von Hermann Josef Kesternich.

### Denkmale

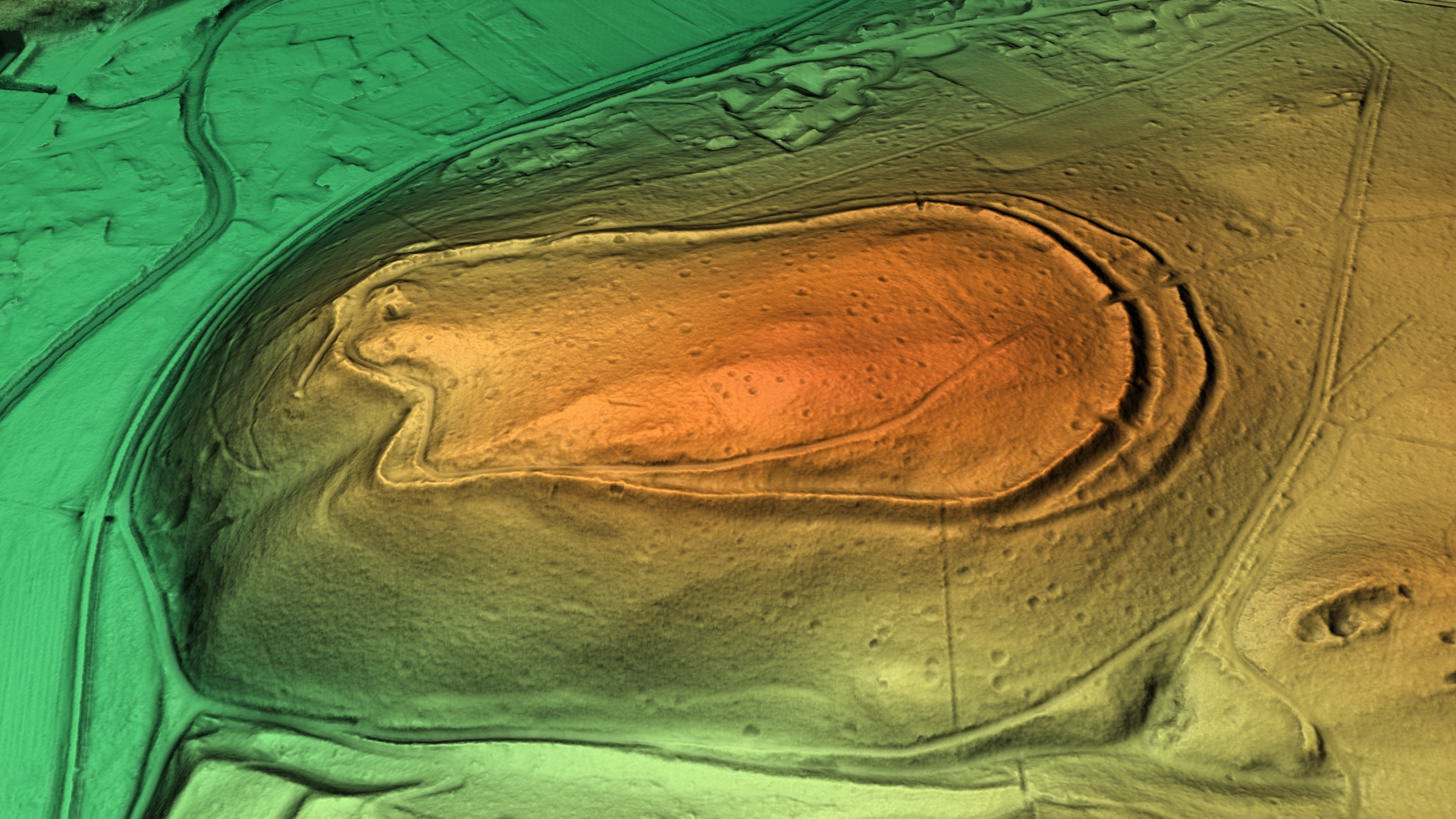
„Alter Burgberg“ in der 3D-Ansicht des digitalen Geländemodells

Auf einer Bergzunge bei Kreuzweingarten, die „Alter Burgberg“ genannt wird, liegt ein eisenzeitlicher Ringwall (50°36'40" N; 6°47'53" O), der nach dem heutigen Kenntnisstand um die Zeitenwende von Eburonen bewohnt wurde. Das Wallsystem (Wälle und Gräben) umschließt eine ovale Fläche mit 350 m Länge und 180 m Breite. Nach Norden, Westen und Süden fällt hinter dem Wall das Gelände steil ab, im Gegensatz zum Osten, wo zur zusätzlichen Befestigung ein zweiter vorgelagerter Wall vorhanden war. Hier war auch der Eingang zu dieser Höhenbefestigung. Ausgrabungen in den 1920er Jahren konnten klären, dass die Wälle Mauerschalen aus Trockenmauerwerk hatten, die mit Erde verfüllt waren und durch Balken und waagerechte Hölzer weiter gefestigt wurden (Murus Gallicus). Außerdem wurden durch Pfostenspuren im Inneren der Anlage Häuser nachgewiesen.

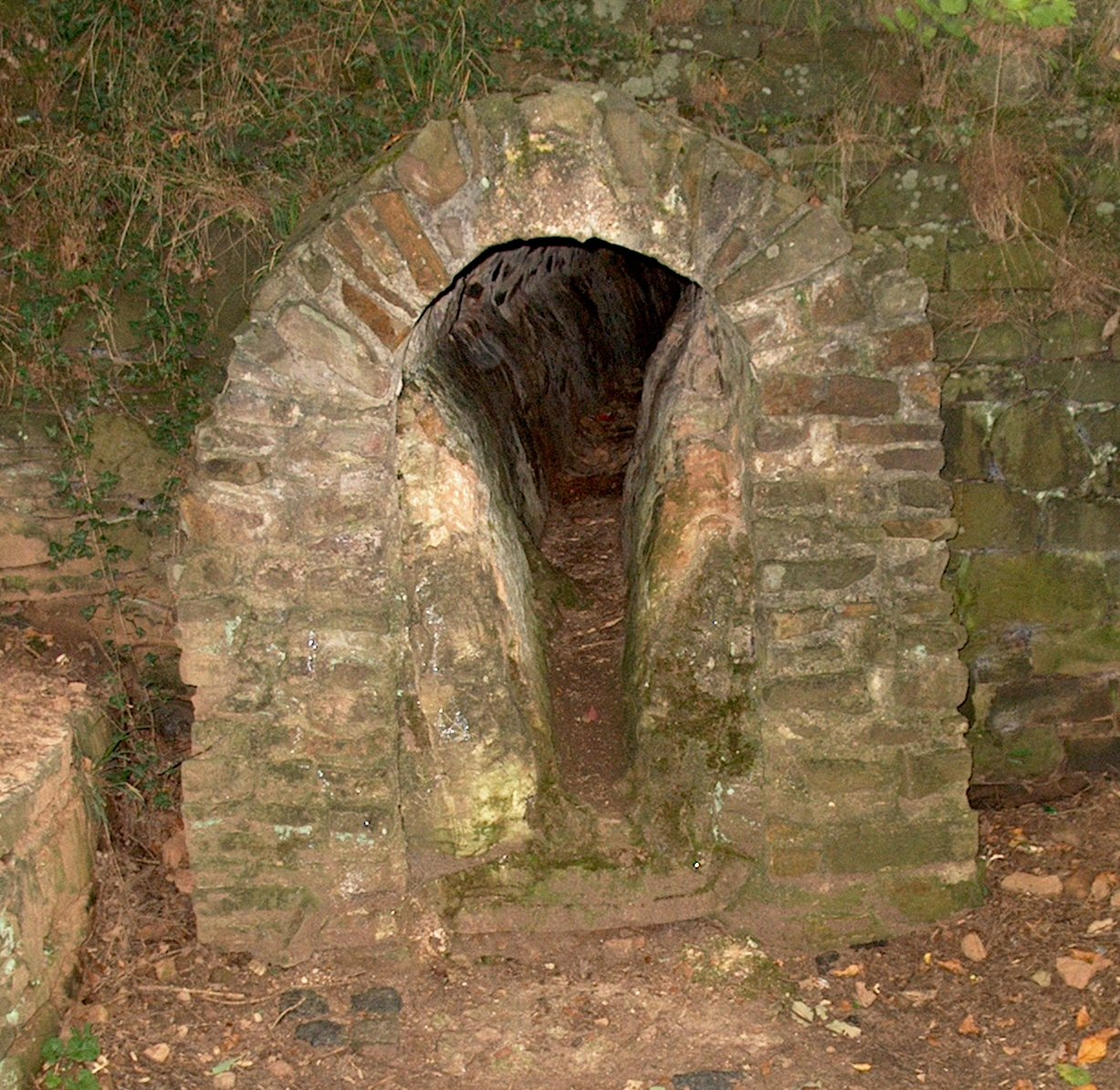
Röm. Eifelwasserleitung bei Kreuzweingarten

Der Aufschluss der römischen Eifelwasserleitung an der Straße „Am Römerkanal“ ist bekannt für seine mächtigen Kalksinterablagerungen. In der Nähe des Römerkanals können die rekonstruierten Grundmauern eines kleinen römischen Gebäudes, des sogenannten Heidentempels, besichtigt werden. Vermutlich war es ein Tempel. Nahe Kreuzweingarten befand sich der römische Vicus Belgica.
Schon 1839 stieß man in Kreuzweingarten auf die Überreste einer großen Villa Rustica. 1851, 1874 und 1881 fanden Ausgrabungen statt. Beeindruckend sind Reste von zwei Mosaiken.

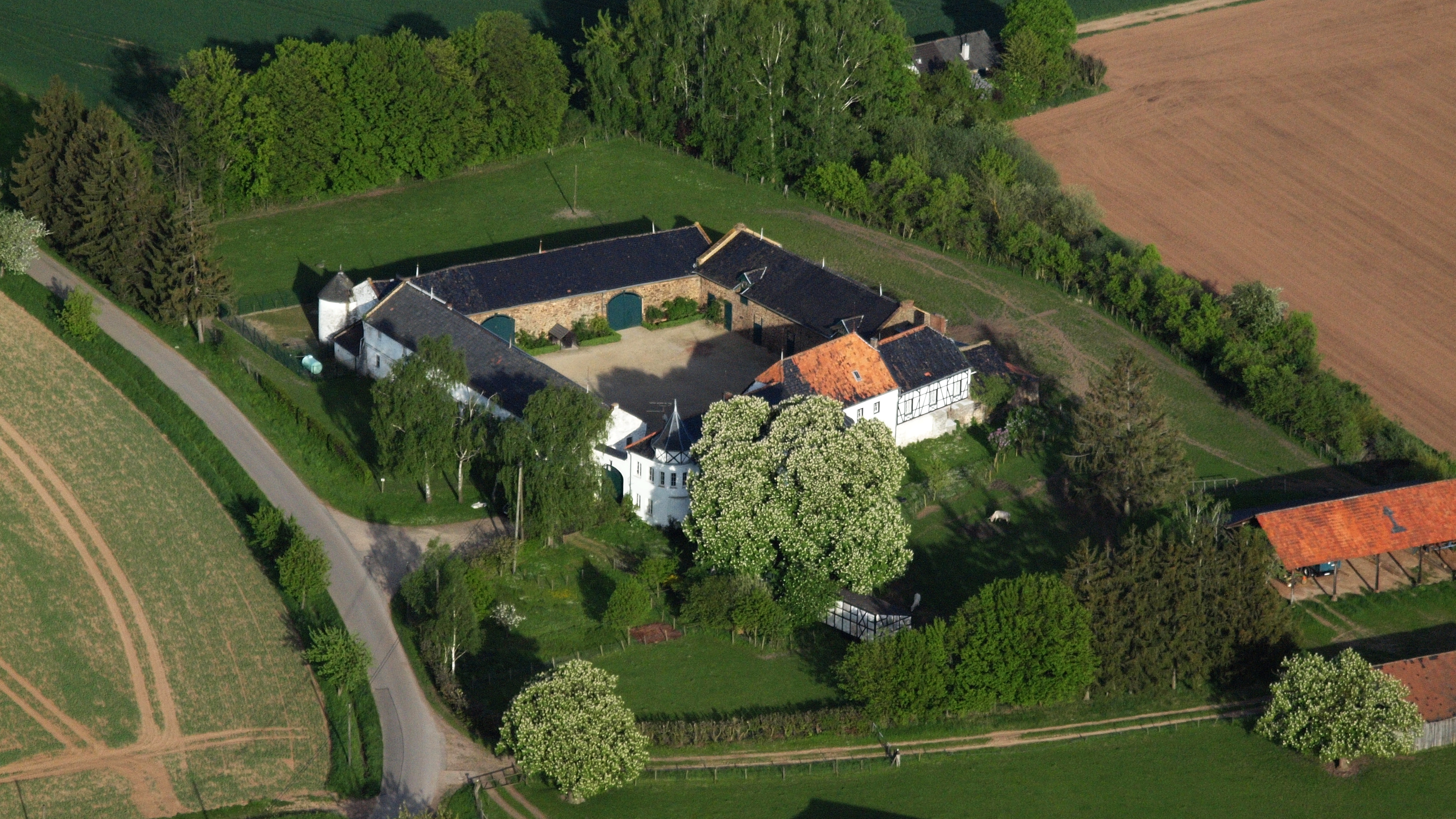
Kreuzweingarten, Antweiler Str., Broicher Hof
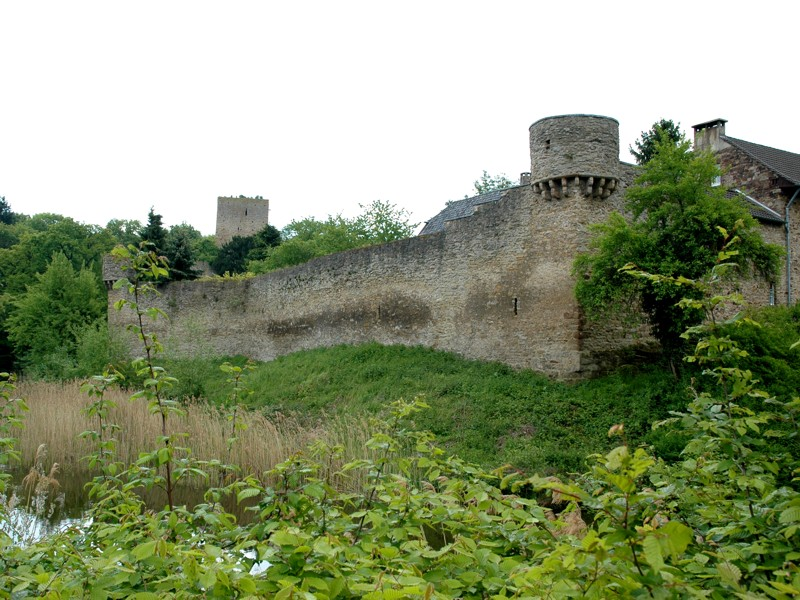
Hardtburg – Nordost-Ansicht

Weitere Denkmale sind:
- Vorzeitlich: Grabenwerk zwischen Sportplatz und Abzweig Billig
- Dorfgeschichte: Pfarrkirche – Wegekreuz – Friedhofskreuze – Erftmadonna – Klagemauer
- Baudenkmale: Gebertzhaus – Altes Brauhaus – Schlösserhaus – Pfarrhaus – Fronhof – Villa Becker
- Nachbarschaftlich: Broicher Hof – Forsthaus Broich – Haus Maria Rast – Hardtburg

## Verkehrsanbindung

### Schienenverkehr

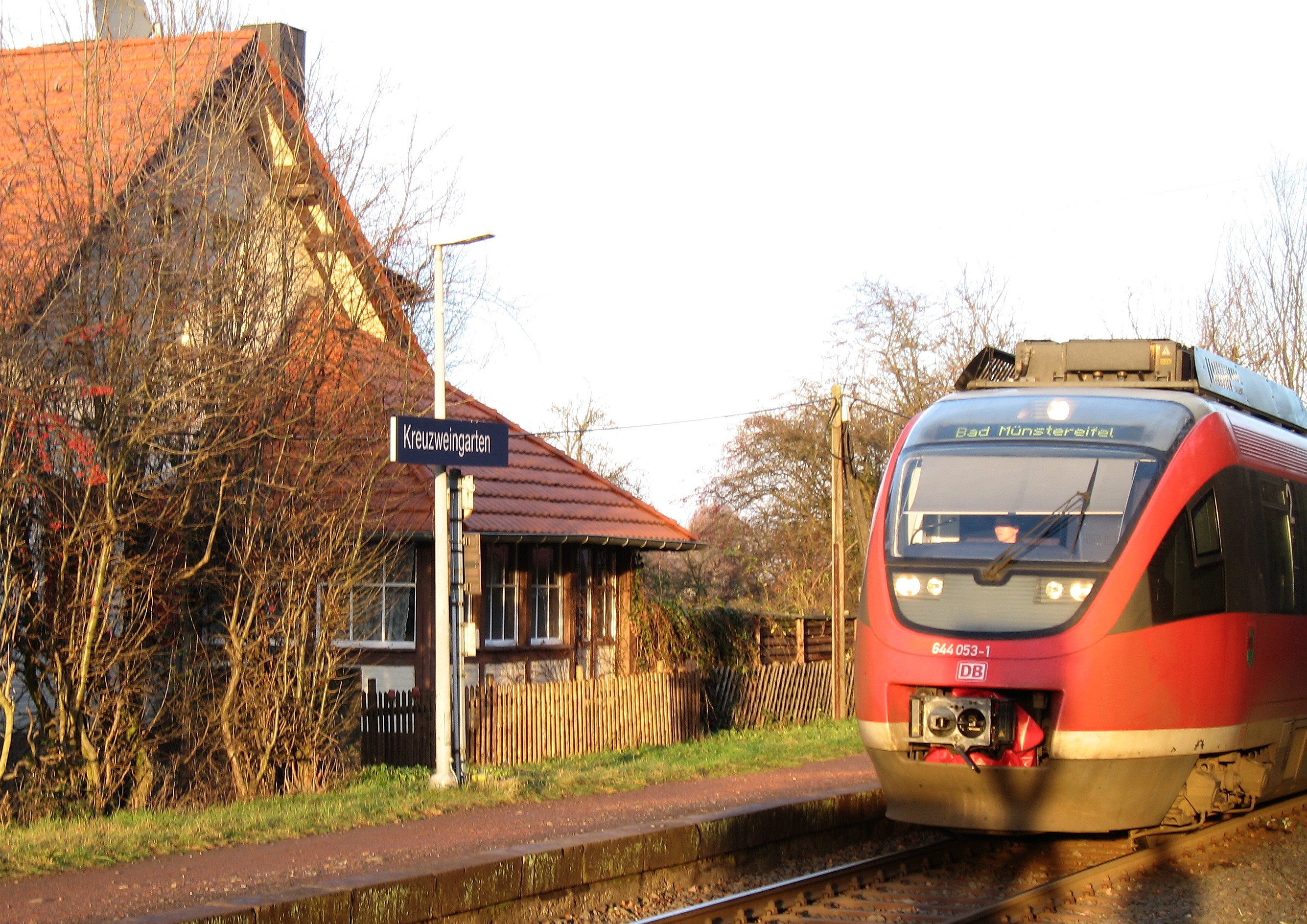
Haltepunkt Kreuzweingarten

Der Haltepunkt Kreuzweingarten liegt an der Erfttalstrecke (Euskirchen – Bad Münstereifel), auf der im Schienenpersonennahverkehr die RegionalBahn 23 mit Durchbindung ab Euskirchen nach Bonn als S 23 verkehrt. Durchgeführt wird der Schienenpersonennahverkehr von der DB Regio NRW, die für die Voreifelbahn Diesel-Triebwagen der DB Baureihen 620 und 622 in Ein- bis Zweifachtraktion einsetzt.
| Linie | Verlauf | Takt |
| ----- | --- | ---- |
| RB 23 | Erfttalbahn: ersetzt durch S 23, Wiederinbetriebnahme voraussichtlich im Herbst 2024 Stand: Fahrplanwechsel Dezember 2023 | -    |

Für den Öffentlichen Schienenpersonennahverkehr gilt der Tarif des Verkehrsverbundes Rhein-Sieg (VRS) und tarifraumüberschreitend der NRW-Tarif.

### Busverkehr
Kreuzweingarten ist mit der Stadtbuslinie 877 der SVE und der Regionalbuslinie 801 der RVK verbunden. Zusätzlich verkehren einzelne Fahrten der auf den Schülerverkehr ausgerichteten Linie 736.
| Linie | Betreiber | Verlauf |
| ----- | --------- | --- |
| 736   | SVE       | Schülerverkehr Euskirchen: Rheder – Kreuzweingarten – Stotzheim – Kirchheim                                                                                     |
| 801   | RVK       | Euskirchen Bf – Billig – Rheder – Kreuzweingarten – Kirspenich – Arloff Bf – Kalkar – Iversheim Bf – Bad Münstereifel Gewerbegeb./Ärzteh. – Bad Münstereifel Bf |
| 877   | SVE       | Euskirchen Bf – Billig – Rheder – Kreuzweingarten (– Bad Münstereifel Bf)                                                                                       |